# O Mimi San
O Mimi San er en amerikansk stumfilm fra 1914 af Charles Miller.